# 160-та окрема механізована бригада (Україна)
160-та окрема механізована бригада (160 ОМБр) — механізоване з'єднання Сухопутних військ Збройних сил України.

## Історія
Влітку 2024 року повідомлялося, що будуть сформовані кілька бригад із 160-ми порядковими номерами. Forbes повідомляв в кінці серпня, що 160-та бригада проходила військові навчання в Польщі.

## Структура[5]
- Підрозділ радіоелектронної боротьби[6]
- Реактивна артилерійська батарея (В/ч А4977)[7]
- 1-й механізований батальйон
- 2-й механізований батальйон
- 3-й механізований батальйон
- Танковий батальйон
- Артилерійський група
- Батальйон ППО
- Рота розвідки
- Інженерно-саперний батальйон
- Рота зв’язку
- Медична рота
- Рота забезпечення
- Штабна рота
- Окремі підрозділи

## Командування
- Полковник Володимир Бабанін (червень 2024 р. – квітень 2025 р.)
- Полковник В'ячеслав Гусинський (квітень 2025 р. – на посаді)